# Dive (album Sarah Brightman)
Dive è un album registrato dal soprano inglese Sarah Brightman, il primo prodotto da Frank Peterson.

## Tracce
1. "Dive" (Frank Peterson, Heathcote Williams) – 0:53
2. "Captain Nemo" (Erik Holmberg, Chris Lancelot) – 5:17
3. "The Second Element"  (Thomas Schwarz, Peterson, Mathias Meissner, Weiss) – 4:15
4. "Ship of Fools"  (Peterson, Andrews) – 2:24
5. "Once in a Lifetime" (Peterson, Schwarz, Meissner, Brightman) – 4:21
6. "Cape Horn"  (Peterson, Wehr) – 0:50
7. "A Salty Dog" (Gary Brooker, Keith Reid) – 3:49
8. "Siren" (Frank Peterson) – 1:15
9. "Seven Seas"  (Peterson, Andrews) – 4:10
10. "Johnny Wanna Live"  (Peterson, Michael Cretu, Hirschburger) – 4:40
11. "By Now" (Schwarz, Meissner, Peterson, Brightman) – 3:23
12. "Island" (Peterson, Andrews) – 4:22
13. "When It Rains in America" (Schwarz, Meissner, Peterson, Brightman) – 3:43
14. "La Mer" (Peterson, Brightman) – 3:34
15. "The Second Element II"  (Peterson, Schwarz, Meissner, Pirs) – 4:48

## Singoli
- "Captain Nemo" (1993)
- "The Second Element" (1993)